# Cơ trưởng Sully
Cơ trưởng Sully (tiếng Anh:Sully) là một bộ phim tiểu sử chính kịch của Mỹ 2016 do Clint Eastwood đạo diễn và Todd Komarnicki viết kịch bản, dựa trên cuốn tiểu sử Highest Duty của Chesley Sullenberger và Jeffrey Zaslow. Phim có sự tham gia của Tom Hanks vai Sullenberger, với dàn diễn viên phụ là Aaron Eckhart, Laura Linney, Anna Gunn, Autumn Reeser, Holt McCallany, Jamey Sheridan và Jerry Ferrara. Phim kể về kế hoạch hạ cánh khẩn cấp chuyến bay 1549 của US Airways vào tháng 1 năm 2009 trên sông Hudson, trong đó toàn bộ 155 hành khách và phi hành đoàn đều sống sót, chỉ có số ít bị thương nhẹ. Viện phim Mỹ đã chọn cơ trưởng Sully vào một trong tốp 10 phim của năm.